# おかやま桃太郎まつり
おかやま桃太郎まつり（おかやまももたろうまつり）は、岡山県岡山市で行われる夏祭りである。毎年8月の第1土曜日と日曜日にかけて行われる。実行委員会が同一の秋の桃太郎まつりとモモタロウファンタジーについても記載する。

## 概要
2001年に、それまで4月に行われていた岡山桃太郎まつり、8月に行われていた夏まつりおかやま、10月に行われていたうらじゃの3つの祭りを統合し現在の形になった。旭川河川敷、市役所筋、岡山表町商店街、岡山駅周辺など岡山市内中心部各所を会場としている。
岡山県、岡山市、岡山商工会議所と在岡マスメディア各社（山陽新聞、RSK山陽放送、岡山放送、テレビせとうち、oniビジョン）で運営されているが、うらじゃについては市民ボランティアによるうらじゃ実行委員会が主管で開催している。
統合当初は、同祭り開催にあわせてつくられた「桃太郎おどり」もあり、土曜日が「桃太郎おどり」、日曜日が「うらじゃ踊り」となっていたが、年々「うらじゃ踊り」が盛り上がってきて参加踊り連が増える一方、「桃太郎おどり」の参加者については伸び悩み、2006年には「うらじゃ踊り」に参加踊り連だけで約5,000人が参加した一方、「桃太郎おどり」の参加者は約1,200人にとどまった。また、二つの踊りがあることで「分かりにくい」とか「インパクトに欠ける」などの声もあったため、2007年からは「うらじゃ踊り」に集約された（2007年の場合、桃太郎おどりの曲を使って参加する踊り連が一つだけあった）。
尚、うらじゃがおかやま桃太郎まつりに統合後は、岡山市内中心部で開催される大規模な秋まつりは無くなっていたが、2007年から新たに「秋のおかやま桃太郎まつり」が10月の第2月曜日の祝日（体育の日）と直前の土曜日と日曜日あわせて3日間開催されることになっている。
統合当初はテレビせとうちで土曜夕方（18:30からのレギュラー放送枠を休止して）に生放送特番を組んで放送していたが、現在は岡山放送が日曜昼に生放送特番を組んで放送している（2010年は14:00からの60分、2011年は13:30からの90分）岡山市のケーブルテレビ局の岡山ネットワーク（オニビジョン）では、土曜日の花火大会の全模様と日曜日のうらじゃ踊りの開始から終了まで（山陽新聞社さん太広場付近から歩行者天国になっている道路を撮影）をコミュニティーチャンネルで放送している。（オニビジョンのコミュニティーチャンネルをネットしている岡山県の他CATV業者でも視聴可能）

## 主な会場
- 旭川西中島広場（土曜日の花火大会のみ使用）
- 下石井公園
- 岡山表町商店街
- 岡山駅東口前広場（岡山駅構内と岡山駅バスターミナルの間の広場）
- 市役所筋（2014年までは県庁通りとの交差点（野村証券があるところ）から市役所前の信号機までで、2015年からあくら通り（環太平洋大学のビル（旧代々木ゼミナール岡山校）があるところ）との交差点から市役所前の信号機まで）
- さん太広場（山陽新聞本社敷地内の本社ビル手前の広場、2007年〜）
- イトーヨーカ堂岡山店前（市役所筋側）の自転車置き場のスペースと歩道の付近
- 岡山ドーム（2006年まで）

## 秋のおかやま桃太郎まつり
2007年から新たに始まった。

### 会場
- 岡山城天守閣前広場・中段
- 石山公園
- 山陽新聞社さん太広場

## モモタロウファンタジー
岡山駅東口広場と桃太郎大通り（駅前から西川付近までの間）にある木や噴水にイルミネーションをしたり、岡山駅東口広場に置いてある針金等で作成されている何らかの物体の形状を模した物にイルミネーションを纏わせてあざやかに光っているのを通行人に閲覧させるイベント。イルミネーションを施している場所には立ち入り禁止のための囲いの代わりに協賛企業の広告看板で囲ってある。開催期間中とその数日前には以前の展示内容の映像を使用したテレビコマーシャルが放送される。
開催期間は毎年12月上旬頃から下旬頃までである（世間が正月休みになる頃までに終了する）。